# میتچلویل (مریلند)
میتچلویل (به انگلیسی: Mitchellville) شهری در ایالت مریلند کشور ایالات متحده آمریکا است که جمعیت آن در سرشماری سال ۲۰۱۰ میلادی، ۱۰٬۹۶۷ نفر بوده‌است.